# کونگوخ (کروشواتس)
کونگوخ (به صربی: Konjuh) یک منطقهٔ مسکونی در صربستان است که در کروشواتس واقع شده‌است. کونگوخ ۱٬۱۳۹ نفر جمعیت دارد.